# Christian Euvrard
Pour les articles homonymes, voir Euvrard.
 (janvier 2018).
Si vous disposez d'ouvrages ou d'articles de référence ou si vous connaissez des sites web de qualité traitant du thème abordé ici, merci de compléter l'article en donnant les références utiles à sa vérifiabilité et en les liant à la section « Notes et références ».
Christian Euvrard, né le 30 janvier 1953 à Saint-Mandé, est un sociologue de la religion, philosophe et écrivain français. Docteur en Sciences des Religions, diplômé de l'École Pratique des Hautes Études, Paris-Sorbonne, il est l'auteur de plusieurs ouvrages, dont Louis Auguste Bertrand (1808-1875), révolutionnaire socialiste et pionnier mormon, paru en 2005 et revendique faire partie de l'Église de Jésus-Christ des Saints des derniers jours.

## Jeunesse
Christian Euvrard est né le 30 janvier 1953 à Saint-Mandé. À 12 ans, il devient membre de l'Église de Jésus-Christ des saints des derniers jours. Après une mission de deux ans dans le Sud-Ouest de la France pour son Église, il épouse Marie-Françoise Drouot. Ils adopteront deux garçons.

## Travaux et publications
- Christian Euvrard, Économie du salut et baptême pour les morts dans le mormonisme, mémoire de diplôme de l'Institut de sciences et théologie des religions à l'Institut catholique de Paris, 1997.
- Christian Euvrard, Louis Auguste Bertrand (1808-1875), Journaliste socialiste et Pionnier mormon, mémoire de DEA, École pratique des hautes études, 2001 ; édition 2005  (ISBN 2952356505).
- Christian Euvrard, Le prophète des mormons, revue mensuelle Historia.
- (it) Christian Euvrard, La missione di Lorenzo Snow e le origini della Chiesa in Italia